# Hội chứng cai rượu
Hội chứng cai rượu là tập hợp các triệu chứng có thể xảy ra khi giảm sử dụng rượu sau một thời gian tiêu thụ quá mức. Các triệu chứng điển hình bao gồm lo lắng, run rẩy, đổ mồ hôi, nôn mửa, nhịp tim nhanh và sốt nhẹ. Các triệu chứng nghiêm trọng hơn gồm co giật, ảo giác, và mê sảng run (DTs). Các triệu chứng thường bắt đầu sáu giờ sau lần uống cuối cùng, tồi tệ nhất từ 24 đến 72 giờ và cải thiện sau bảy ngày.
Cai rượu gặp ở những người nghiện rượu. Điều này xảy ra sau khi giảm uống rượu theo kế hoạch hoặc không theo kế hoạch. Cơ chế cơ bản bao gồm giảm đáp ứng của các thụ thể GABA nằm tại não. Quá trình cai rượu thường được theo sau bằng đánh giá Clinical Institute Withdrawal Assessment of Alcohol Scale, revised (CIWA-Ar).
Điều trị chính cai rượu với các thuốc benzodiazepin như chlordiazepoxide hoặc diazepam.  Thông thường liều lượng được đưa ra dựa trên các triệu chứng của một người. Thiamine được khuyến cáo thường xuyên. Các vấn đề về điện giải và đường huyết hạ thấp cũng nên được xem xét. Điều trị sớm giúp cải thiện nhanh.
Ở thế giới phương Tây, khoảng 15% người có vấn đề nghiện rượu tại một thời điểm nào đó. Khoảng một nửa số người nghiện rượu sẽ tiến triển các triệu chứng cai nghiện sau khi giảm sử dụng, với bốn phần trăm có các triệu chứng nghiêm trọng. Trong số những người có triệu chứng nặng, lên đến 15% trường hợp tử vong. Các triệu chứng cai rượu đã được mô tả sớm nhất vào 400 TCN bởi Hippocrates. Đây đã không trở thành một vấn đề phổ biến cho đến những năm 1800.